# Недригайлов Віктор Іванович
Недригайлов Віктор Іванович (1865—1923) - мікробіолог та імунолог.

## Біографія та наукова діяльність
Недригайлов Віктор Іванович народився у 1865 році в Курську. Відомі біографічні джерела не містять відомості про його походження, дитинство та юність.
Понад чверть століття життя В. І. Недригайлова була пов'язана з Харковом. Там у 1894 році він закінчив медичний факультет Харківського університету, і після закінчення навчання був прийнятий на посаду ординатора міської дитячої лікарні. Одночасно Віктор Іванович почав спеціалізуватися в бактеріології у відомого лікаря, педагога і громадського діяча В. К. Високовича, який очолював у той час бактеріологічну станцію.
У 1894 році станція, яка перебувала у віданні Харківського медичного товариства, перетворюється в Бактеріологічний інститут, куди і був запрошений асистентом В. І. Недригайлов. У цій науково-дослідній установі він активно включився в роботу з організації виробництва протидифтерійної сироватки. З метою вивчення та освоєння цього лікарського засобу медичне товариство відрядило в 1896 році В. І. Недригайлова за кордон, де він деякий час стажувався під керівництвом провідних вчених Австрії та Німеччини, а також у Парижі, в знаменитому Пастерівському інституті, у свого великого співвітчизника І. І. Мечникова.
Повернувшись до Харкова, Віктор Іванович швидко і у великих масштабах налагодив приготування протидифтерійної сироватки.
Спільно зі своїми співробітниками С. В. Коршуном і Г. Я. Остряніним він розробив метод підвищення вмісту дифтерійного антитоксину в сироватці. Харківська сироватка стала еталоном при виробництві цього препарату в багатьох  медичних та фармацевтичних центрах.
Високе визнання у лікарів отримали протистрептококкова, протидизентерійна і протихолерна вакцини, виробництво яких було освоєно в Харківському бактеріологічному інституті завдяки ініціативі, знанням, організаторському таланту і енергії  Віктора Івановича Недригайлова.
Діяльність інституту пропагувалася В. І. Недригайловим у виступах перед фахівцями, в популярних лекціях, у пресі, шляхом влаштування виставок. Він організував відділ Бактеріологічного інституту на Всеросійській технічній виставці в Петербурзі. Приплив коштів від продажу вакцин і сироваток дозволили медичному суспільству побудувати Палац медицини, де розмістилися всі підрозділи бактеріологічного інституту, розширити і підняти на належний рівень в ньому дослідження. Величезна заслуга в цьому належить В. І. Недригайлову. У 1902 році він вдруге був відряджений в Париж до І. І. Мечникова. Цього разу уславлений автор фагоцитарної теорії прийняв посланця своєї батьківщини як сформованого вченого, як колегу.
Авторитет Віктора Івановича Недригайлова, автора близько шістдесяти робіт в галузі  бактеріології та імунології, в медичних колах був винятково високим. Багато нового вніс він у вивчення найнебезпечніших інфекційних хвороб: холери, дифтерії і сказу. Тисячі людей були врятовані від загибелі завдяки ранній діагностиці холери за способом, запропонованим В. І. Недригайловим у 1909 році. У тому ж році він успішно захистив докторську дисертацію на тему про резистентність гусениць бджолиної молі до різних мікроорганізмів. Йому належить частина розробки методу вакцинації проти газової гангрени з використанням як антигена сукровичної рідини і матеріалу із змінених м'язів, а не культур мікробів.
З 1908 до 1914  В. І. Недригайлов був директором Харківського бактеріологічного інституту. Протягом декількох він років редагував "Харківський медичний журнал", читав лекції на створених ним у Інституті бактеріологічних курсах.  
У 1914 році переїхав до Петербурга.
З 1914 по 1923 рік обіймав посаду завідуючого відділом Інституту експериментальної медицини, одночасно викладав у жіночому медицинському інституті.
Помер Віктор Іванович Недригайлов 27 квітня 1923 року у Петрограді.

## Публікації
- Недригайлов Виктор Иванович. Борьба с эпидемией возвратного тифа / В.И. Недригайлов // Утро : политическая, общественная, литературная и экономическая газета. 1913, 8 февраля (№ 1873). – Харьков, 1913. – С. 6.
- НЕДРИГАЙЛОВ, В. И. Исторический очерк развития Бактериологического института. Харьков: Зильберберг, 1913.